# Bildwiederholfrequenz
Die Bildwiederholfrequenz, auch Abtastfrequenz, oder Bildwiederholrate ist ein Begriff aus der Film-, Fernseh- und Computertechnik. Sie bezeichnet die Anzahl der Einzelbilder pro Sekunde, die z. B. auf eine Kinoleinwand projiziert werden oder auf einen Fernsehbildschirm oder Monitor durch dessen Elektronenstrahl geschrieben werden. Die Bildwiederholfrequenz wird in der Einheit Hertz (Hz) angegeben, die Bildwiederholrate in fps (englisch frames per second, Bilder pro Sekunde). Eine variable Bildwiederholfrequenz (entsprechend der obigen Variationen auch variable Bildwiederholrate; englisch Variable Refresh Rate; kurz VRR) liegt dann vor, wenn das Display keine feste Aktualisierungsrate der Bildanzeige pro Zeit aufweist, sondern stattdessen Änderungen der Bildwiederholrate möglich sind. Es wird zwischen der Bildrate des Mediums/Eingangssignals und der Bildwiederholfrequenz des Bildschirms/Projektors unterschieden.

## Wirkung
Bei der Video- bzw. Bewegtbildwiedergabe wird die physiologische Eigenschaft des menschlichen Sehvermögens ausgenutzt, dass sich Änderungen des Bildinhaltes mit dem für Millisekunden weiterbestehenden vorherigen Bildinhalt überlagern und die Einzelbilder dadurch miteinander verschmelzen.[Beleg?].
Hier ist eine Unterscheidung zwischen Bildrate und Bildwiederholfrequenz wichtig, da diese nicht identisch sein müssen. Die Bildrate sollte einen Wert von ca. 30 Bildern/Sekunden nicht unterschreiten, um dem menschlichen Auge bei bewegten Bildinhalten einen flüssigen Bildeindruck vermitteln zu können. Dabei ist die Grenze zur Wahrnehmung einer fließenden Bewegung szenenabhängig und auch von Mensch zu Mensch leicht verschieden. Die heute im Kino übliche Bildrate von 24 Hz begrenzt die Bewegtbilddarstellung, was dazu führt, dass sich Objekte, die sich mit ungünstiger, mittlerer Geschwindigkeit auf dem Bild bewegen, als „ruckelnd“ oder, durch synthetische Bewegungsunschärfe, als „verwaschen“ wahrgenommen werden. Eine gute Regie weiß das zu vermeiden, indem beispielsweise Kameraschwenks nur sehr langsam oder ausreichend schnell erfolgen.
Die Bildwiederholfrequenz eines Bildschirms trägt entscheidend zum Flimmereindruck bei. Das hängt jedoch auch von der verwendeten Bildschirmtechnologie ab. So wird beispielsweise im Kino jedes der 24 Bilder pro Sekunde (= 24 Hz Bildrate) zweimal mit einem Shutter projiziert, also mit einer Bildwiederholfrequenz von 48 Hz abwechselnd an und dunkel geschaltet. Bei Flüssigkristallbildschirmen hingegen wirkt sich die Bildwiederholfrequenz kaum auf den Flimmereindruck aus, da prinzipbedingt die Helligkeit jedes Bildpunktes zwischen den Bildwechseln nahezu konstant bleibt, was Hell-Dunkelwechsel vermeidet. Bemerkenswert ist, dass das menschliche Sehvermögen in den Außenbereichen durch die Stäbchen empfindlicher auf Helligkeitsänderungen reagiert. Flimmern wird daher eher wahrgenommen, wenn man z. B. einen Röhrenbildschirm aus einem Augenwinkel betrachtet. Auch bei der Wiedergabe auf Röhrenbildschirmen wird deshalb zur Vermeidung dieses Flimmerns die Bildwiederholfrequenz (50/60 Hz) im Vergleich zur Bildrate (25i/30i fps) verdoppelt. Hierbei wird das Zeilensprungverfahren verwendet, wobei die 25 oder 30 Bilder pro Sekunde als Halbbilder mit 50 bzw. 60 Bewegungsphasen pro Sekunde für die Wiedergabe am Röhrenbildschirm optimiert wiedergegeben werden. Beim Zeilensprungverfahren wird der Bildrate zur Kennzeichnung ein i angehängt. Oft findet man auch noch die alte Schreibweise, bei der beim Zeilensprungverfahren nicht die Vollbildrate, sondern die Halbbildrate angegeben wird (hier: 50i/60i fps).
Im besten Fall beträgt die Bildwiederholfrequenz ein ganzzahliges Vielfaches der wiedergegebenen Bildrate, da die Quelle ansonsten nicht komplett ruckelfrei wiedergegeben werden kann. Diese Tatsache erklärt auch die häufige Bildwiederholfrequenz 144 Hz, die ein Vielfaches von den beiden Kinostandards 24 und 48 fps ist. Die ebenfalls verbreiteten Bildwiederholfrequenzen 120 Hz und 240 Hz berücksichtigen zusätzlich noch die Kompatibilität mit dem weit verbreiteten 60 fps-Standard.
Auch muss bedacht werden, dass die Vorteile einer hohen wiedergegebenen Bildrate verloren gehen, wenn das Display hohe Reaktionszeiten hat. Gleiches gilt auch für synthetische Bewegungsunschärfe, die mit steigender Bildrate verringert werden sollte.
Einige Filmschaffende, wie der amerikanische Regisseur James Cameron, plädieren seit einigen Jahren für die Einführung höherer Bildraten in Kinofilmen.

## Standards
Bei der Darstellung im Zeilensprungverfahren, wie es bei PAL oder NTSC (analoges Fernsehen) verwendet wird, entspricht die Bildwiederholfrequenz der übertragenen Halbbildrate, also bei PAL 50 Hz und ca. 59,94 Hz (genau 60000/1001 Hz) bei NTSC. Die eigentliche Bildrate ist jeweils nur halb so hoch. Das so mit Bildröhren erzeugte Bild wird dennoch von den meisten Menschen als flimmernd empfunden. Bei vielen moderneren Geräten wird deshalb die Bildwiederholfrequenz mit Hilfe eines Bildspeichers auf 100 Hz erhöht.
Übliche Bildwiederholraten:
- MDA/Hercules: 50 Vollbilder/Sekunde, verwendete Monitore waren häufig nachleuchtend
- CGA/EGA: 60 Vollbilder/Sekunde
- VGA: 60 oder 70 Vollbilder/Sekunde, teilweise auch 56 Vollbilder/Sekunde
- IBM 8514: 86 Halbbilder/Sekunde, 60 Vollbilder/Sekunde
- Computermonitore (Röhre): 86 Halbbilder/Sekunde, 56 bis 160 Vollbilder/Sekunde
- Computermonitore (LCD): meist 50, 60, 120, 144 oder 240 Vollbilder/Sekunde
- Fernsehgerät (Röhre): 59,94 Halbbilder/Sekunde (NTSC), 50 Halbbilder/Sekunde (PAL)
- Fernsehgerät (LCD): 48-800 Vollbilder/Sekunde (gerade bei hohen Frequenzen meist unter Einsatz von Zwischenbildberechnungen, bei 3D-Fernsehern werden die Bildwiederholfrequenzen für linkes und rechtes Auge addiert)

## Variable Bildwiederholfrequenz
Abseits von vordefinierten Aktualisierungsraten der angezeigten Bilder ist es möglich, dass die Bildwiederholrate variabel, also veränderbar, gewählt wird.
Dies geschieht bei Anzeigegeräten (LCD, Projektoren) welche nicht mit der von der Grafikkarte ausgegebenen Frequenz aufgefrischt werden, was für die Frequenzkonvertierung einen Bildspeicher im Gerät voraussetzt. Diese Geräte können verschiedene Bildwiederholfrequenzen im Eingangssignal verarbeiten, das beste Bild wird aber erreicht, wenn die Eingangsfrequenz der Bildwiederholfrequenz entspricht, die bei fast allen heutigen Geräten 60 Hz beträgt. Techniken wie Nvidias G-Sync oder AMDs FreeSync lösen dieses Problem, indem sie keine feste Bildwiederholfrequenz verwenden, sondern ein dargestelltes Bild erst dann auffrischen, wenn die Grafikkarte ein neues Bild ausgibt.